# Palazzo della Ragione

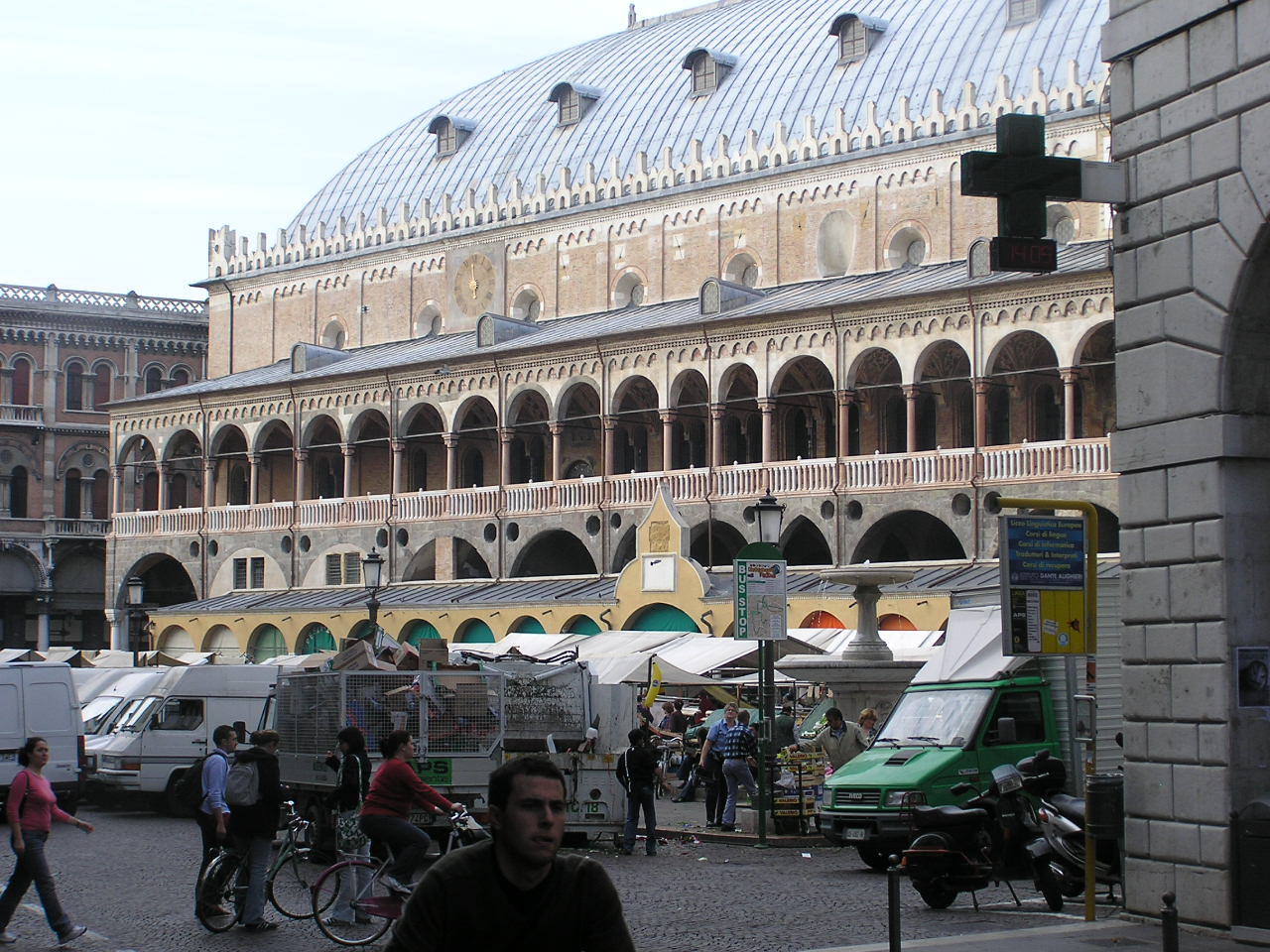
Le Palais de la Raison de Padoue.

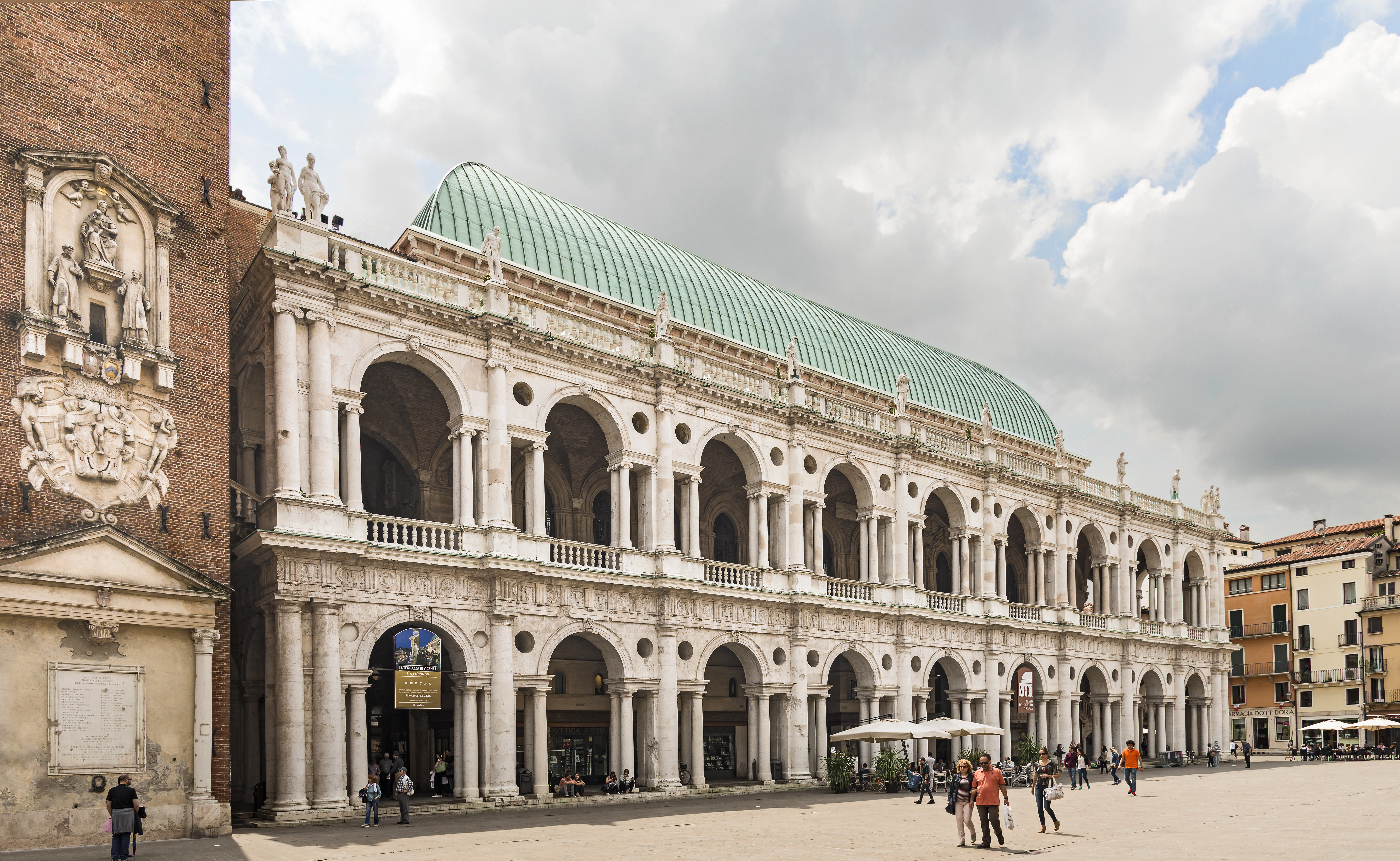
La Basilique palladienne de Vicence.

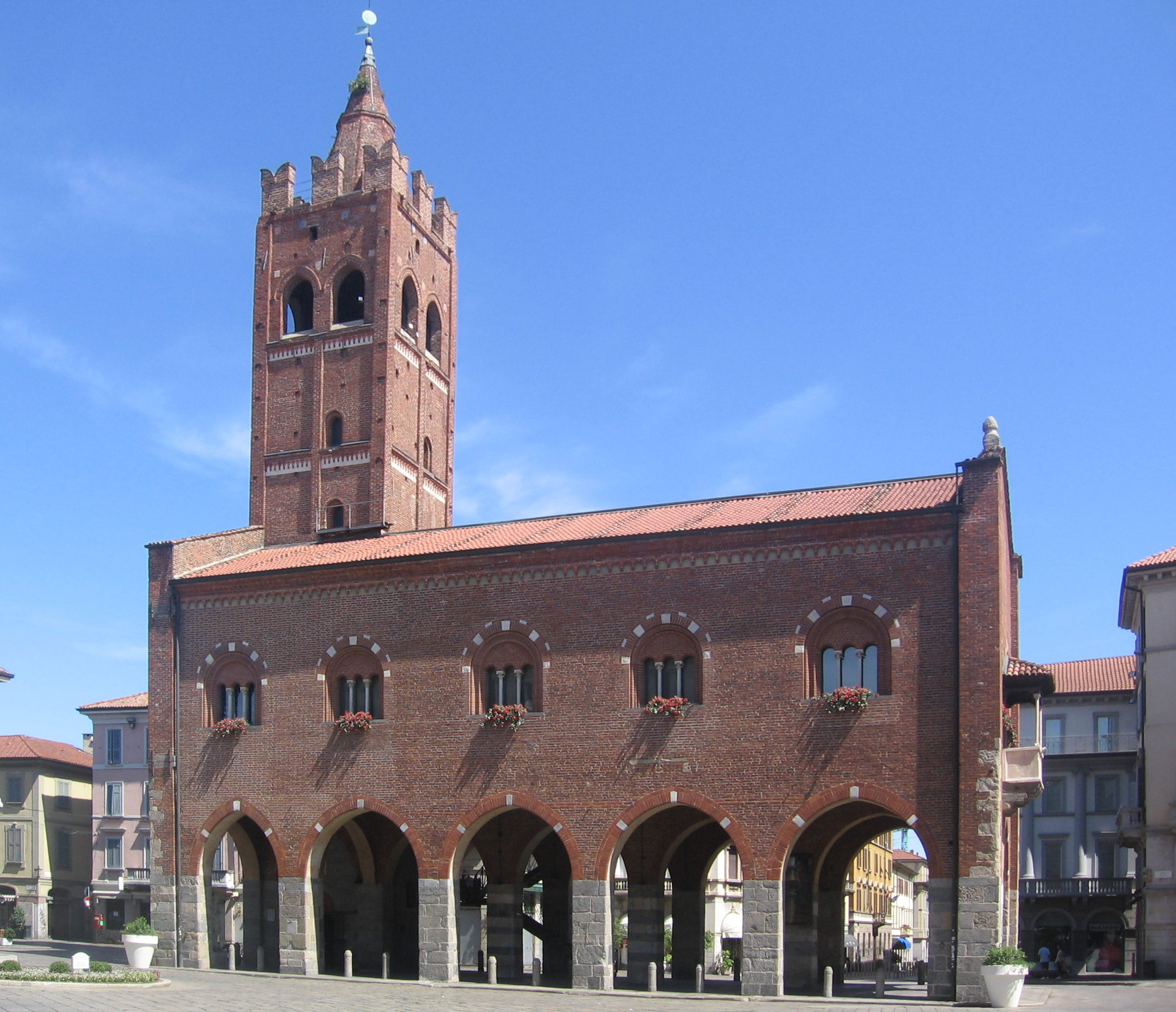
LArengario de Monza

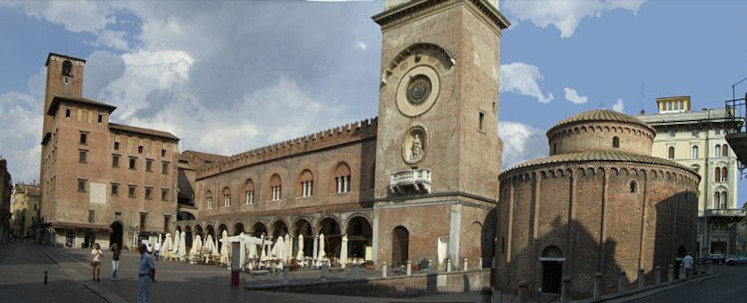
Mantoue : place aux Herbes, Palazzo del Podestà, Palazzo della Ragione, tour de l'Horloge et rotonde de San Lorenzo.

Le Palazzo della Ragione (Palais de la Raison) est, dans les villes du Nord de l'Italie, un type d'édifice public qui s'est développé du Moyen Âge à la Renaissance, destiné à accueillir tout à la fois les réunions de Conseil et les audiences des tribunaux. C'était, dans ces cités, le grand centre de la vie civile et de l'administration publique.
Bien que présent dans de nombreuses villes, le nom de « Palazzo della Ragione » évoque principalement ceux de Padoue et de Vicence :
- Le Palazzo della Ragione de Padoue, qui abrite la plus grande salle suspendue du monde ;
- Celui de Vicence, plus couramment appelé Basilique palladienne.

Suivant le lieu et l'époque où il a été créé, ce type d'édifice public central peut aussi porter les noms de : Arengo, Arengario (à Monza), Palazzo Pretorio ou Palazzo della Comunità.
D'autres « Palais de la Raison » très connus sont ceux de :
- Bergame, construit de 1183 à 1198 ;
- Milan : le Broletto nuovo, construit de 1228 à 1233 ;
- Monza (XIIIe siècle) ;
- Mantoue (vers 1250) ;
- Romano di Lombardia, XIIIe siècle ;
- Ferrare (construit de 1315 à 1326).

## Source
- (it) Cet article est partiellement ou en totalité issu de l’article de Wikipédia en italien intitulé « Palazzo della Ragione » (voir la liste des auteurs).